# Fülöp Sándor (festő)
Fülöp Sándor (Debrecen, 1928. október 17. – Mátészalka, 2012. június 3.) festőművész.

## Életrajza
Gyermekkorát Hajdúböszörményben töltötte, 1948-ban érettségizett a hajdúböszörményi Bocskai István Református Gimnáziumban. Ezután a Képzőművészeti Főiskolára nyert felvételt, mivel azonban a főiskola kollégiumában nem tudták elhelyezni, így a debreceni Pedagógia Főiskolára iratkozott be. Mesterei Király Jenő és Adler Miklós voltak. A főiskola utolsó félévében Tarpán folytatott gyakorlatot. Itt ismerte meg Uzonyi Matild tanítónőt, akivel 1952-ben kötött házasságot. 1959-ben feleségével Jármiba költöztek. 1964-től nyugdíjazásáig a mátészalkai Esze Tamás Gimnáziumban matematikát, ábrázoló geometriát, rajzot és művészettörténetet tanított nappali és levelező tagozaton egyaránt. Önálló kiállítása volt Nyíregyházán, Egerben és Szarvason is.
2012. június 8-án helyezték örök nyugalomra Mátészalkán. 

## Emlékezete
- Fülöp Sándorné és a Reformátusok Szatmárért Közhasznú Egyesület hozta létre a Fülöp Sándor-emlékérmet, amelynek plakettjét Bíró Lajos mátészalkai szobrászművész készítette. A díjat olyan tehetséges tanulóknak adományozzák, akik a rajz és a festészet terén kiemelkedőt alkottak. Minden tanév végén a mátészalkai Esze Tamás Gimnázium és a hajdúböszörményi Bocskai István Gimnázium egy-egy diákjának adják át kimagasló teljesítményének elismerése jeleként.
- 2012. október 26-án róla nevezték el az Esze Tamás Gimnáziumban az egyik szaktermet.

## Művészete
- Megjelent "Szülőföldem" című albuma, mely bemutatja a festőművész alkotásainak egy részét.